# Verklaring van de rechten van de vrouw en de burgeres

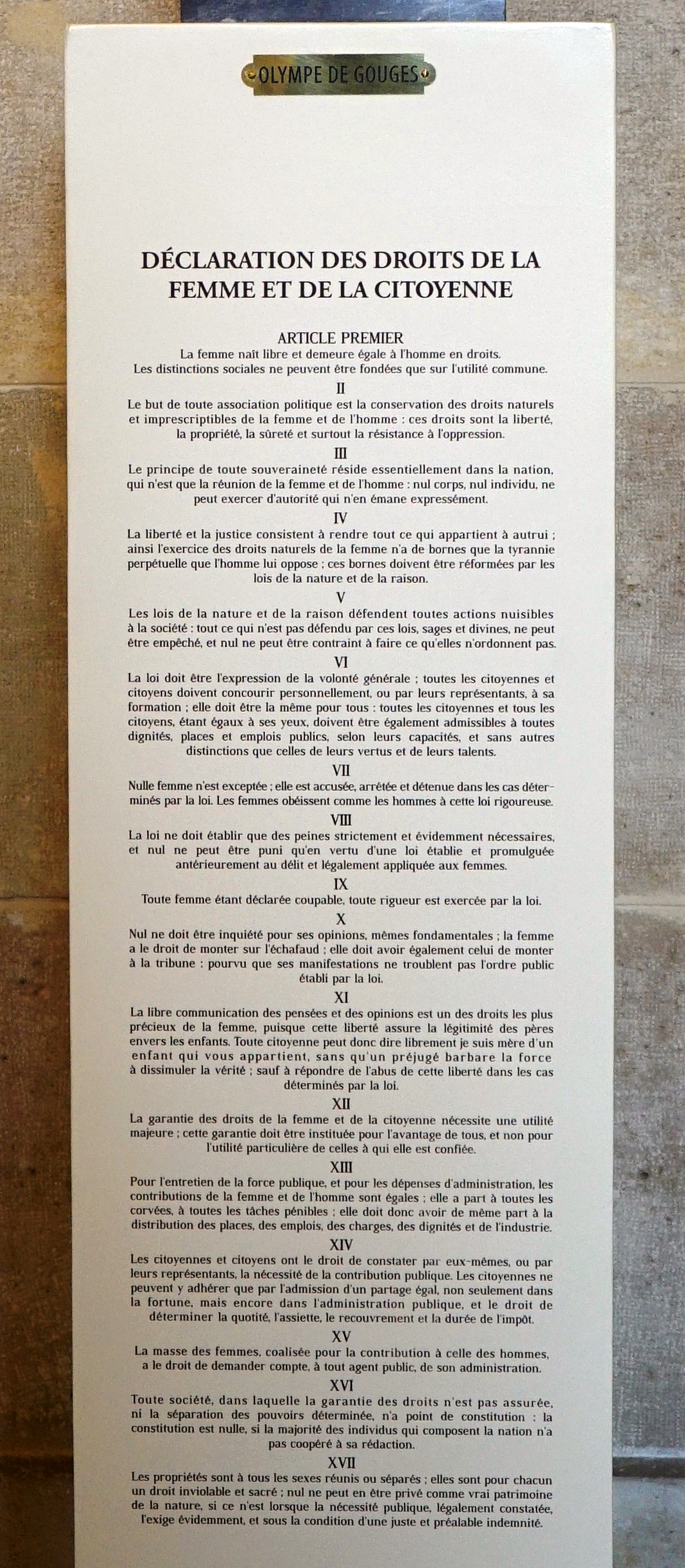
De 17 artikelen

De Verklaring van de rechten van de vrouw en van de burgeres (Frans: Déclaration des droits de la femme et de la citoyenne), ook bekend als de Verklaring van de rechten van de vrouw, werd op 14 september 1791 geschreven door de Franse activiste, feministe, en toneelschrijver Olympe de Gouges in reactie op de Verklaring van de rechten van de mens en de burger uit 1789. Door dit document op 15 september te publiceren, hoopte De Gouges de fouten van de Franse Revolutie in verband met de erkenning van gendergelijkheid aan het licht te brengen. De Gouges werd voor haar geschriften beschuldigd, berecht en veroordeeld voor verraad, wat resulteerde in haar onmiddellijke executie. Ze is een van de drie vrouwen die onthoofd werd tijdens de periode van Terreur en de enige die werd geëxecuteerd voor haar politieke geschriften.

## Achtergrond
Olympe de Gouges schreef haar beroemde Verklaring van de rechten van de vrouw en de vrouwelijke burger kort nadat de Franse grondwet van 1791 was geratificeerd door koning Lodewijk XVI van Frankrijk. Ze droeg de tekst op aan zijn vrouw, koningin Marie Antoinette. De nieuwe Franse grondwet was gebaseerd op het burgerschap. Burgers werden gedefinieerd als mannen boven de 25, waren "onafhankelijk" en hadden de hoofdelijke belasting betaald. Enkel deze burgers hadden stemrecht. Bovendien was actief burgerschap tweeledig, zij die konden stemmen en zij die geschikt waren voor een openbaar ambt. Vrouwen kregen per definitie geen rechten op actief burgerschap, ze behoorden tot de groep van mannen die de hoofdelijke belasting niet konden betalen, kinderen, huispersoneel, dagloners en slaven op het platteland, joden, acteurs en beulen. Bij de overdracht van de soevereiniteit aan de natie, ontmantelde de grondwet de ancien régime, maar Gouges betoogde dat het niet ver genoeg ging, omdat vrouwen geen politieke rechten hadden. Dit werd gevolgd door haar Contrat Social ("Sociaal Contract", genoemd naar een beroemd werk van Jean-Jacques Rousseau), waarin een huwelijk werd voorgesteld op basis van gendergelijkheid.

## Invloed
De Gouges wilde met het pamflet duidelijk maken dat universeel gedachte burgerrechten zoals het recht van meningsuiting en het vrije woord, impliciet alleen voor mannen waren gedacht. In haar visie is een vrouw niet hetzelfde als een man maar zijn ze wel gelijkwaardige partners. Ze eiste het recht op dat vrouwen de beroepsladder op dezelfde manier konden beklimmen als mannen. De declaratie werd in heel Frankrijk en ver daarbuiten verspreid door herdrukken en het inspireerde de britse schrijfster en denker Mary Wollstonecraft tot het schrijven van de A Vindication of the Rights of Woman in 1792. Ook in Amerika sloeg de idee aan van gelijkwaardigheid in rechten van man en vrouw en tijdens de eerste Women's Rights Convention in Seneca Falls, 1848, stelden aanwezigen de Declaration of Sentiments op in de stijl van het pamflet van De Gouges. In deze periode is het begrip 'vrouwenrechten' geboren.

## Tekst
Déclaration des droits de la femme et de la citoyenne